# Chartres-i Theodorich
Chartres-i Theodorich (latinul: Theodoricus Chartrensis, franciául: Thierry de Chartres), (1085 körül – 1155 előtt) latin nyelven író középkori francia filozófus, teológus.
Chartres-i Bernát fivére volt. Chartres-ban tanított. Egy régi hagyomány szerint Abélard is tőle tanult matematikát. 1134-ben elhagyta Chartres-t, és Párizsba ment tanítani. 1141-ben visszatért Chartres-ba. Amikor 1142-ben Gilbert de la Porréet Poitiers püspökévé kinevezték, a Thierry lett a chartres-i iskolák új kancellárja. 1148-ban részt vett a reimsi zsinaton. Halálának pontos dátuma nem ismert, annyi biztos, hogy 1155-ben már nem volt az élők sorában.
Fennmaradt tőle egy Heptateuchon című mű; egy olyan szöveggyűjtemény, amely Thierry tanításainak anyagát tartalmazza. A hét szabad művészet alapjaiul szolgáló gyűjtemény mutatja, hogy milyen széles látókörrel látókörrel rendelkezett egy XII. századi filozófus. A grammatikát Donatusra és Priscianusra; a retorika Cicerora és Martianus Capellára; a dialektika Boethiusra és az arisztotelészi Organonra; az aritmetika, geometria, asztronómia, és zenetudomány pedig Boethius, Martianus Capella, Columella, Sevillai Szent Izidor, Gerbert d'Aurillac, Hyginus, és Ptolemaiosz műveire – vagy legalább műveinek töredékeire épült.
A bibliai Teremtés könyve és a fizika, metafizika összeegyeztetésére irányult a De septem diebus et sex operum distinctionibus című alkotása.

## További irodalom
- Étienne Gilson: A középkori filozófia története. Budapest: Kairosz Kiadó. 2015.  ISBN 9789636627850 , 287–291. o.